# Semicytherura kaloderma
Semicytherura kaloderma is een mosselkreeftjessoort uit de familie van de Cytheruridae. De wetenschappelijke naam van de soort is voor het eerst geldig gepubliceerd in 1975 door Bonaduce & Pugliese.